# كيتسا إسكوبار
كيتسا إسكوبار مواليد 1 ديسمبر 1990، هي لاعبة كرة يد بورتوريكية تلعب كحارس مرمى. مثلت منتخب بورتوريكو لكرة اليد للسيدات.

## سجل المنافسة
شاركت في البطولات التالية:
- بطولة العالم لكرة اليد للسيدات 2015